# Rhynchium marginellum
Rhynchium marginellum är en stekelart som först beskrevs av Fabricius 1793.  Rhynchium marginellum ingår i släktet Rhynchium och familjen Eumenidae.

## Underarter
Arten delas in i följande underarter:
- R. m. congicum
- R. m. sabulosum
- R. m. somalicum